# Hakaru (rivière)
La rivière Hakaru (en anglais : Hakaru River) est un cours d’eau de la région du  Northland situé dans l’Île du Nord de la Nouvelle-Zélande.

## Géographie
Elle prend naissance dans la chaîne de  ‘Brynderwyn Hills’ et s’écoule vers le sud pour rejoindre la rivière Topuni se déversant dans la rivière  Oruawharo, qui forme une partie de ’Kaipara Harbour’ .

## Étymologie
Le nom de Hakaru signifie secouer (« to shake ») dans la langue Maori .